# ساندوی
ساندوی (به لاتین: Sandøy) یک شهرستان نروژ در نروژ است که در مور او رومسدال واقع شده‌است.

## خصوصیات
ساندوی ۲۰٫۴۲ کیلومترمربع مساحت و ۱٬۲۹۱ نفر جمعیت دارد.